# Háaleiti og Bústaðir
Háaleiti og Bústaðir (Isländische Aussprache:  [ˈhauːaˌleiːtʰɪ ɔɣ ˈpuːˌstaːðɪr̥]) ist ein Stadtbezirk der Stadt Reykjavík, Island. 

## Gliederung
Der Stadtbezirk ist in die folgenden Gebiete unterteilt: 
- Háaleiti
- Múlar
- Kringla
- Bústaðir
- Gerði
- Fossvogshverfi
- Smáíbúðahverfið
- Blesugróf